# Kubek gnojowy

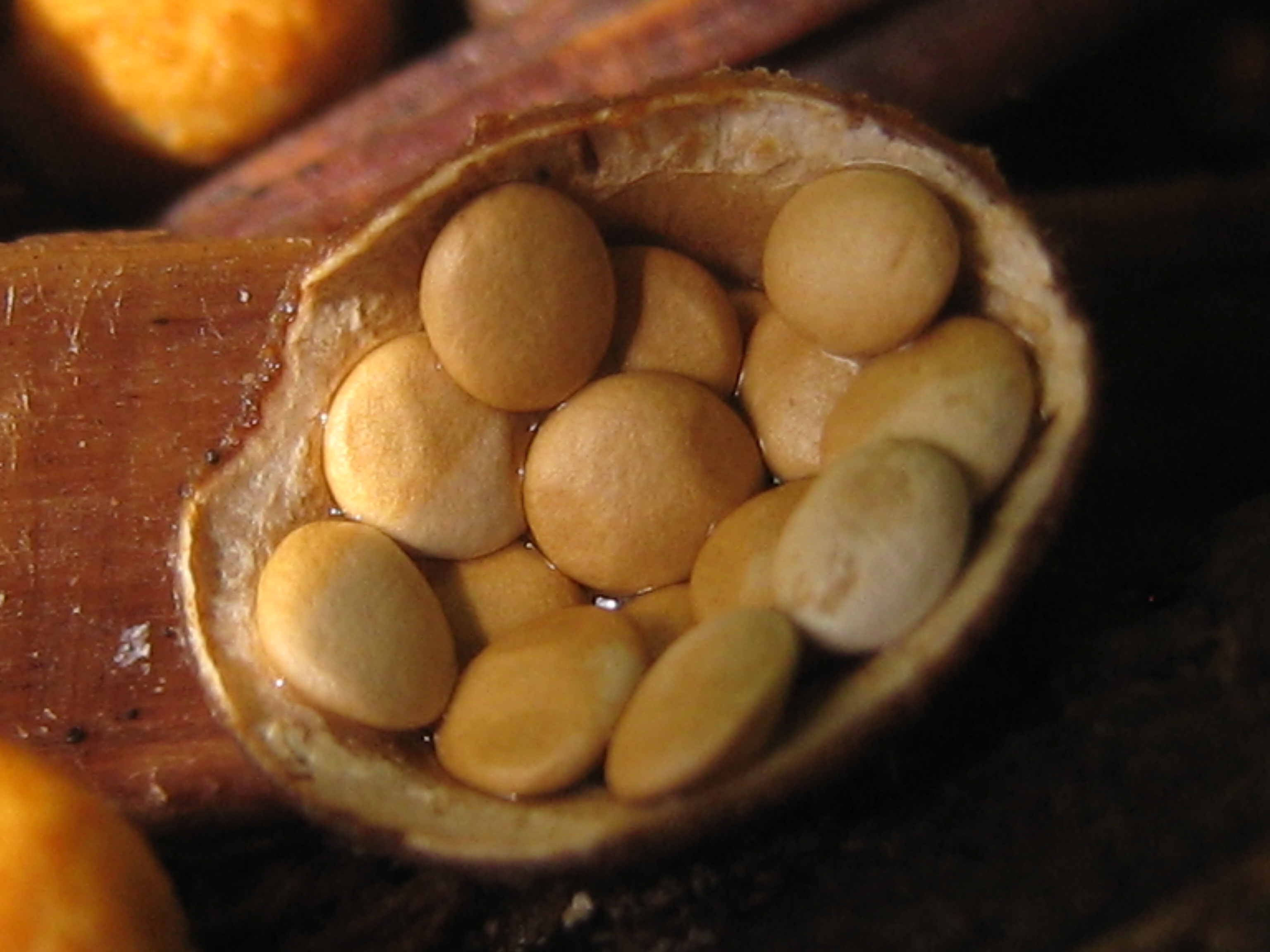

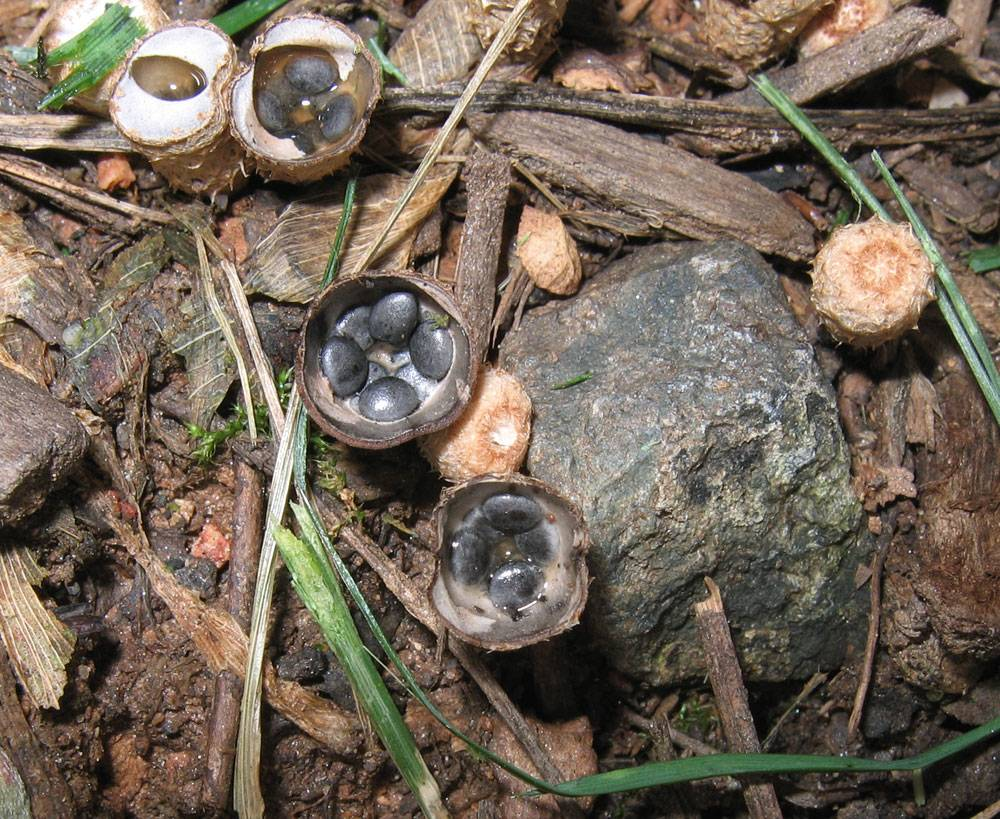

Kubek gnojowy (Cyathus stercoreus (Schwein.) De Toni) – gatunek grzybów z rzędu pieczarkowców (Agaricales).

## Systematyka i nazewnictwo
Pozycja w klasyfikacji według Index Fungorum: Incertae sedis, Agaricales, Agaricomycetidae, Agaricomycetes, Agaricomycotina, Basidiomycota, Fungi.
Po raz pierwszy takson ten zdiagnozował w 1832 r. Lewis Schweinitz nadając mu nazwę Nidularia stercorea. Obecną, uznaną przez Index Fungorum nazwę nadał mu w 1888 r. Giovanni Battista de Toni.
Niektóre synonimy naukowe:

- Cyathia stercorea (Schwein.) V.S. White 1902
- Cyathus lesueurii Tul. & C. Tul. 1844
- Cyathus stercoreus f. ephedrae Calonge 1994
- Cyathus stercoreus f. halepensis Mornand 1992
- Cyathus stercoreus f. lesueurii (Tul. & C. Tul.) Bottomley 1948
- Cyathus stercoreus var. lesueurii (Tul. & C. Tul.) Cejp 1958
- Nidularia stercorea Schwein. 1832[2].

Nazwę polską podała Wanda Rudnicka-Jezierska w 1991 r. W polskim piśmiennictwie mykologicznym gatunek ten opisywany był też jako pucharek błotny.

## Morfologia
Tak jak inne gatunki z rodzaju kubek wytwarza pucharkowate lub kubkowate owocniki, w których wnętrzu znajdują się tzw. perydiole, zawierające zarodniki. Nazwa gatunkowa odzwierciedla fakt, że grzyb wyrasta na nawozie lub glebie bogatej w nawóz.
W Polsce występuje jeszcze kubek ołowianoszary (Cyathus olla) i kubek prążkowany (Cyathus striatus). Ten pierwszy ma gładką wewnętrzną powierzchnię, a zewnętrzną bez kolców, kubek prążkowany zaś ma wnętrze wyraźnie prążkowane.

## Występowanie i siedlisko
W Polsce gatunek rzadki. Znajduje się na Czerwonej liście roślin i grzybów Polski. Ma status E – gatunek wymierający. Znajduje się na listach gatunków zagrożonych także w Belgii, Danii, Niemczech, Anglii i Holandii.
Saprotrof, grzyb koprofilny. Występuje na polach, ogrodach, ogrodach działkowych, parkach, w szklarniach, ogrodach botanicznych. Rozwija się na gnijących resztkach drzewa i odchodach zwierzęcych. Owocniki wytwarza od sierpnia do października.